# 罗卡斯卡雷尼亚城堡
罗卡斯卡雷尼亚城堡是一个位于基耶蒂大区罗卡斯卡雷尼亚市的防御建筑。

## 历史

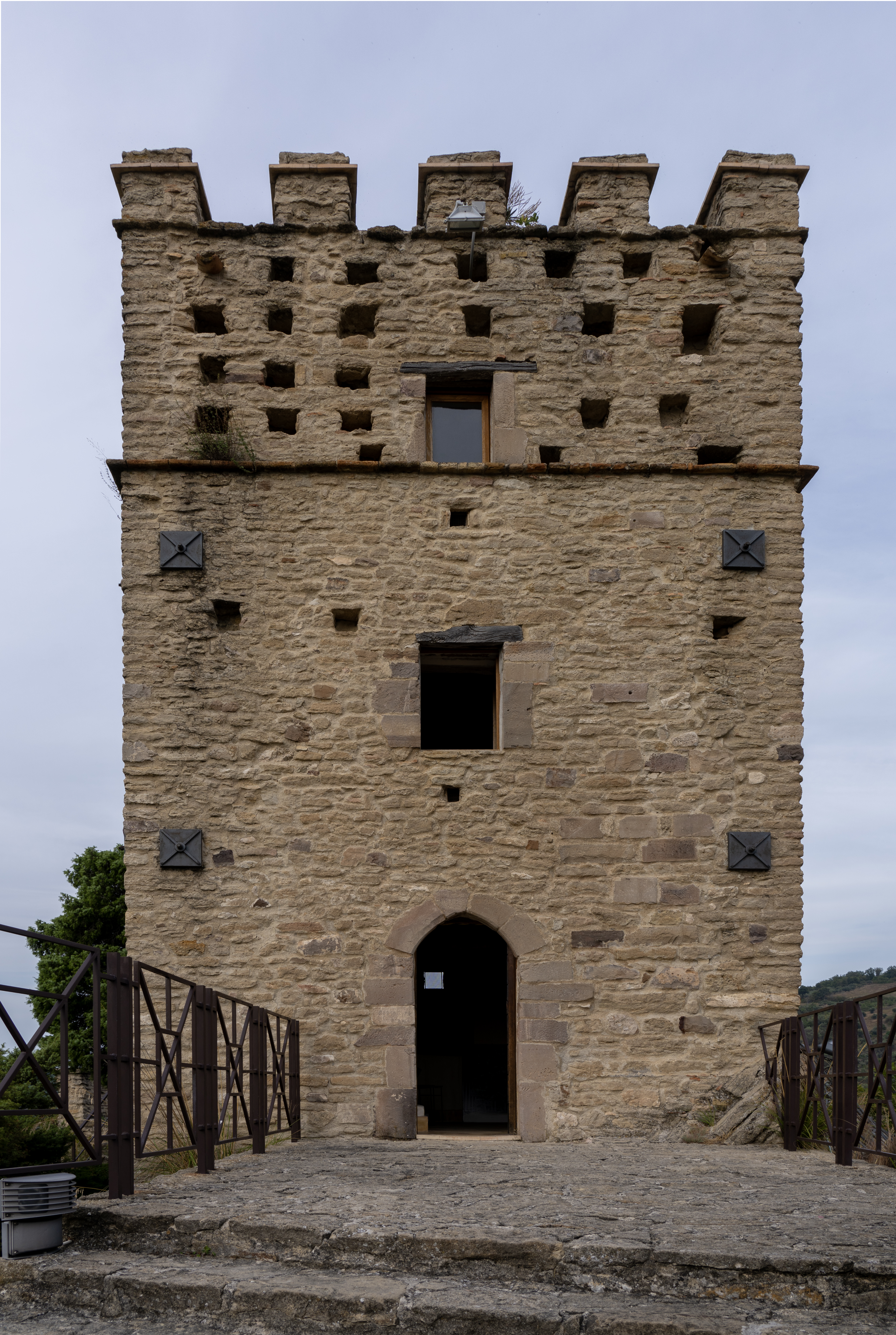
修复后的中世纪塔楼

城堡大约是在11至12世纪从一个伦巴第警戒塔扩建而成。

## 构造
通过从圣彼得教堂外成阶地倾斜岩石可以到达有吊桥遗迹的入口。

## 传说

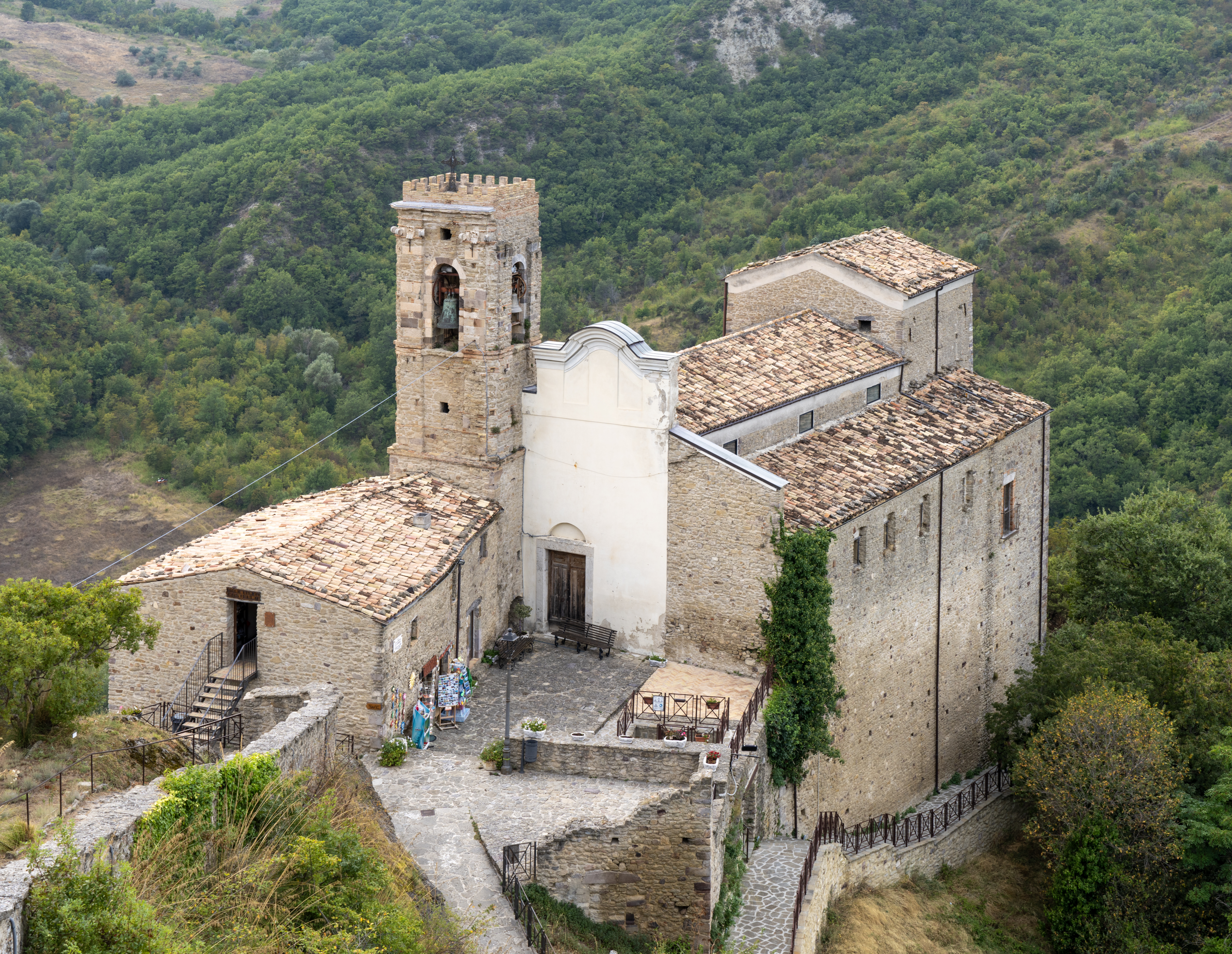
圣彼得教堂

传说城堡的男爵，科勒沃·德·柯勒维斯（Corvo de Corvis），在1646年强制执行初夜权，即领地的新娘的新婚初夜是和领主度过，而不是新郎。

## 圣彼得教堂
城堡中有一座中世纪的圣彼得教堂。